# Convention de Balta-Liman
Ne doit pas être confondu avec Traité de Balta-Liman.
La convention de Balta-Liman est un accord diplomatique signé le 1er mai 1849 par l'Empire ottoman et l'Empire russe au sujet du contrôle des principautés roumaines de Valachie et la Moldavie, états chrétiens tributaires du sultan ottoman.

## Contexte
Après que l'Empire russe se fut emparé de la Moldavie orientale en 1812, le traité d'Andrinople qui met fin à la guerre russo-turque de 1828-1829 oblige l'Empire ottoman à élargir l'autonomie des principautés roumaines et à leur rendre les ports danubiens de Turnu Măgurele, Giurgiu et Brăila, tandis que le delta du Danube est cédé à la Russie. L'Empire russe occupe les principautés roumaines de 1829 à 1834 et s'il en rétrocède officiellement le contrôle à l'Empire ottoman, d'importantes garnisons russes sont maintenues sur place et les principautés deviennent de fait un protectorat russe.
Cette tutelle russe était mal acceptée par les libéraux roumains marginalisés par le Règlement organique imposé par les Russes avant leur retrait. Les tensions débouchèrent au printemps 1848 sur une révolution dans le cadre plus général du Printemps des peuples qui secoua l'Europe. En Valachie, le prince Georges III Bibesco fut renversé et une république fut instaurée tandis que le consul russe prit la fuite. Le drapeau républicain roumain fut paradé dans les rues de Bucarest et de Iași, et les manifestants exigèrent l'union des deux principautés en un État roumain indépendant.
Craignant que la révolte ne se propage aux Moldaves de sa province de Bessarabie, le tsar Nicolas Ier déploya plusieurs milliers d'hommes en Moldavie et se prépara à intervenir en Valachie. Les révolutionnaires de Bucarest sollicitèrent l'appui du Royaume-Uni désireux d’empêcher la Russie d'étendre son influence vers le sud. Le consul britannique à Bucarest, Robert Colquhoun, servit ainsi de médiateur entre les insurgés et les autorités ottomanes afin d'obtenir une reconnaissance de la république par le gouvernement ottoman. La Russie considéra ces échanges comme une provocation et avertit Constantinople que si les Ottomans ne ramenaient pas l’ordre dans les principautés, elle s’en chargerait. Sans soutien formel du Royaume-Uni et de la France, le sultan Abdülmecid Ier ne pouvait pas prendre le risque d’une guerre avec la Russie et à la fin du mois de septembre, les troupes ottomanes et russes alliées entrèrent dans Bucarest où elles écrasèrent les révolutionnaires. Après la répression, le tsar demanda une renégociation du traité d’Andrinople pour garantir l’influence russe dans les principautés.

## Termes de la convention
Abdülmecid Ier accepta de négocier faute d’alternative, et la convention, ainsi dénommée d’après le liman des bouches du Danube où elle fut signée sur une mahonne fastueusement décorée, donna satisfaction à Nicolas Ier. Les principautés roumaines restaient officiellement sous suzeraineté ottomane, l’occupation russe perdurerait jusqu’en 1851 et les troupes russes y disposeraient par la suite d’un droit de passage tandis que les hospodars et les préfets roumains seraient nommés et surveillés conjointement par l’Empire ottoman et l’Empire russe. Dans les faits, le traité renforçait l’influence russe et réduisait l’autonomie des deux principautés.

## Révocation
La défaite de la Russie lors de la guerre de Crimée entraina la signature du traité de Paris de 1856 qui révoqua les dispositions de la convention de Balta-Liman. Les bouches du Danube furent rendues à l’Empire ottoman et une partie du Bougeac, le long du Danube et de la mer Noire, à la Moldavie ; une large autonomie fut garantie aux principautés roumaines, qui purent développer une armée et une flotte communes, et la domination russe fut remplacée par un contrôle conjoint des puissances européennes. En 1859, la Valachie et la Moldavie (moins la Bessarabie restée russe) s'unirent pour former les principautés unies de Moldavie et de Valachie qui s'émanciperont de la tutelle ottomane (devenue purement formelle) à l'occasion de la guerre russo-turque de 1877-1878.